# Europejskie Centrum Bajki im. Koziołka Matołka

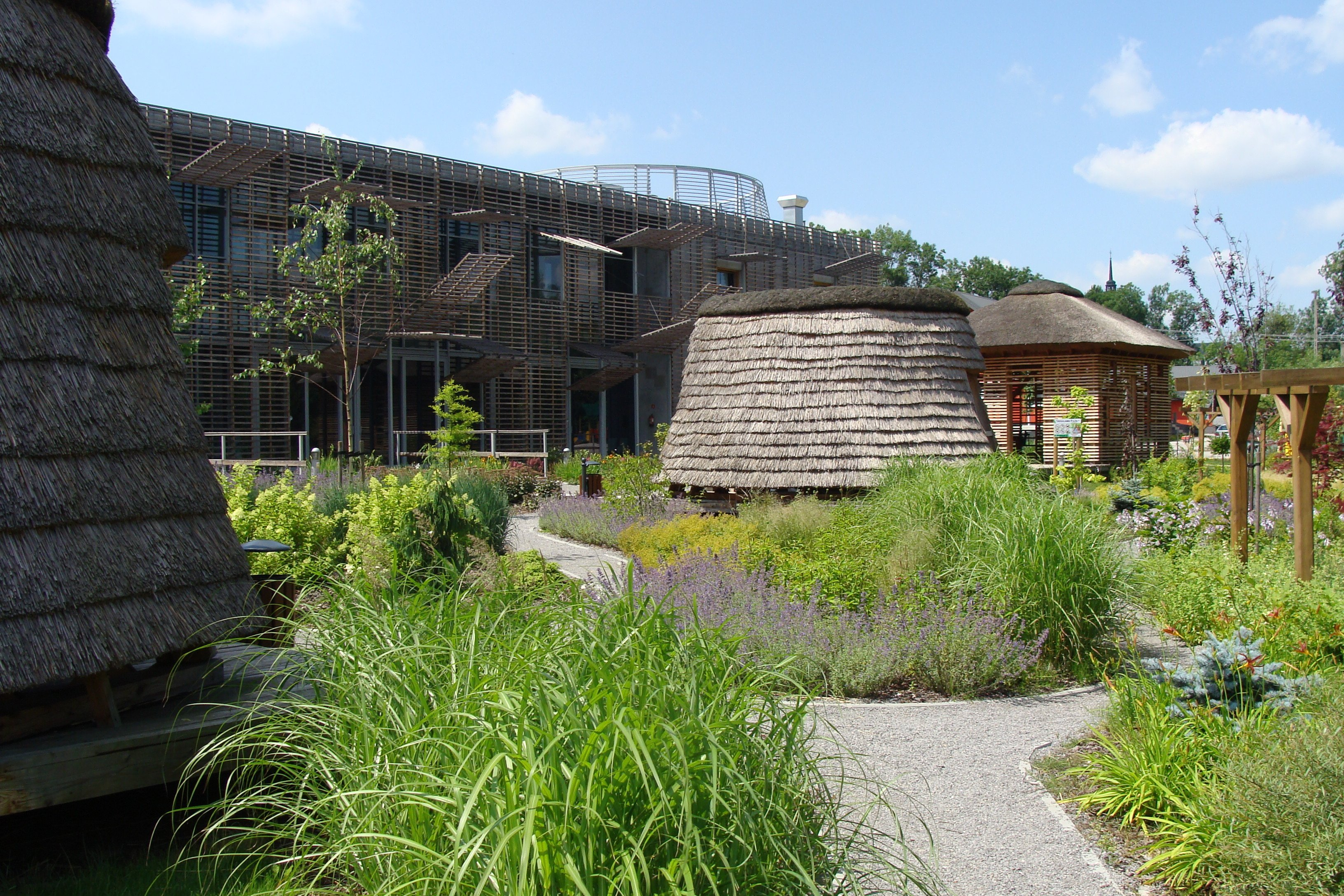
Budynek ECB

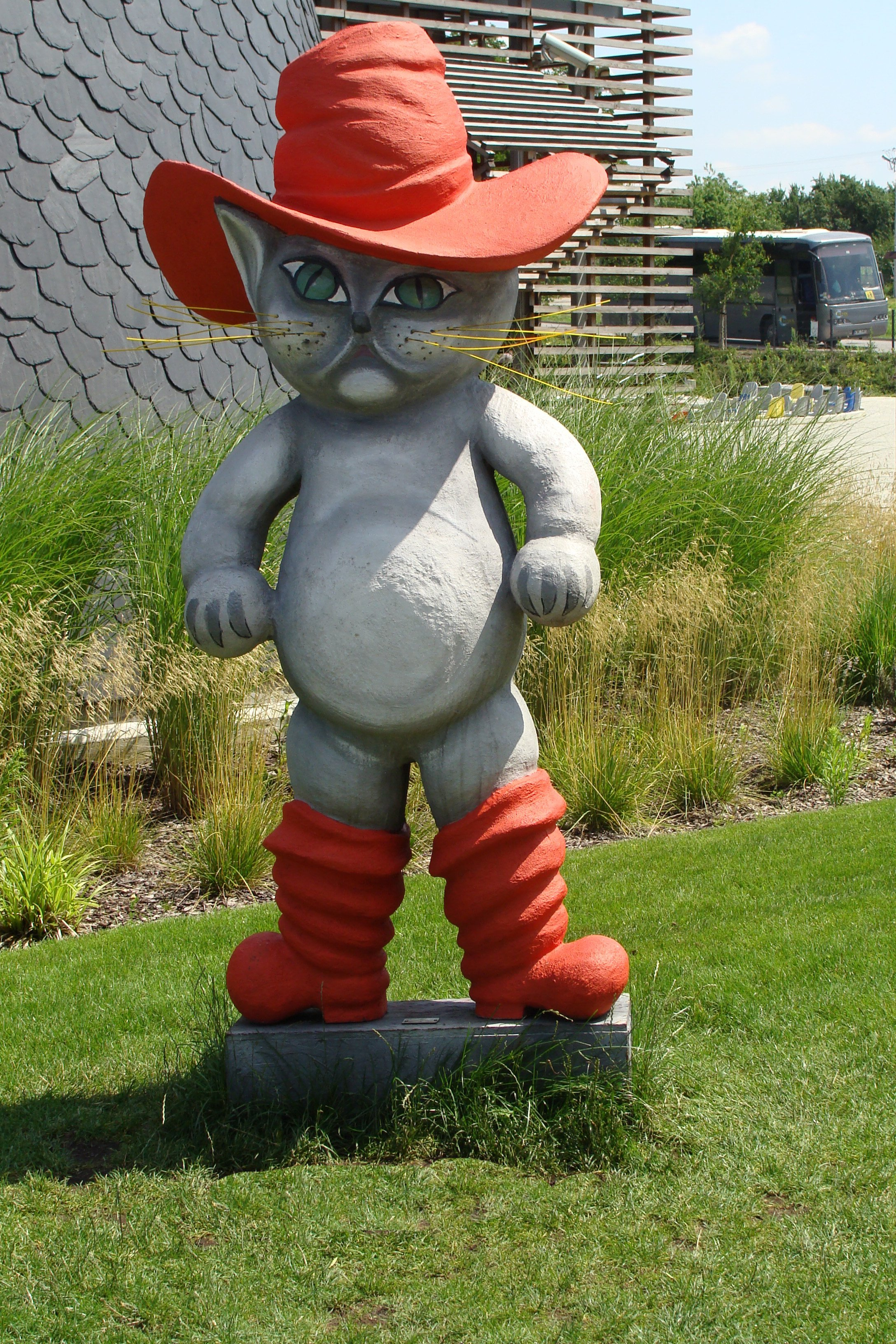
Kot w butach - kolega Koziołka Matołka

Europejskie Centrum Bajki im. Koziołka Matołka – dziecięce centrum kultury znajdujące się w Pacanowie, oficjalnie otwarte 24 lutego 2010. Instytucja prowadzi działalność kulturalną skierowaną do dzieci, rodziców i osób pracujących z dziećmi.
Charakterystyczne dla kompleksu są elementy przypominające wielkie baby z piasku. Mieści się w nich: Muzeum Postaci Bajkowych , Biblioteka Literatury Dziecięcej i Młodzieżowej wraz z czytelnią, sala kinowa i teatralna, księgarnia, sklep z pamiątkami i kawiarnia. W bezpośrednim otoczeniu budynku znajduje się ogród edukacyjny oraz amfiteatr.
W 2014 pacanowskie centrum bajki odwiedziło 175,6 tysiąca osób wobec 156 314 w 2013.